# The Works (album Nika Kershawa)
The Works – czwarty album Nika Kershawa z roku 1989.

## Lista utworów
1. "One Step Ahead"  – 3:53
2. "Elisabeth's Eyes"  – 4:40
3. "Take My Place"  – 4:04
4. "Wounded Knee"  – 3:53
5. "Cowboys & Indians"  – 3:52
6. "One World"  – 4:39
7. "Don't Ask Me"  – 7:31
8. "Burning at Both Ends"  – 4:05
9. "Lady on the Phone"  – 7:45
10. "Walkabout"  – 4:56